# Physicalisation
La physicalisation, qui s'oppose dans ce sens à la virtualisation, est un terme définissant le fait d'assembler un grand nombre de serveurs physiques dédiés équipés de processeurs très basse consommation (ultra-low power) dans un même châssis. 
Ce système s'intègre dans une « informatique éco-responsable » (éco-TIC).
Son concept peut se rapprocher de celui du serveur lame.

## Principe
L'objet de la physicalisation est de regrouper de nombreux systèmes complets embarqués sur une seule puce (système sur une puce) dans une seule unité de rackage. Ces processeurs installés dans des serveurs de type cartouche sont intégrés dans un châssis dans lequel divers composants y sont mutualisés.
L'agrégat des cartes-mères physiques embarquant des puces à faible consommation s'oppose à la virtualisation par le fait de la non agglomération de machines virtuelles sur un même support matériel.

### Avantages
Les avantages de la physicalisation sont les gains obtenus par :
- la mutualisation des composants des baies, chaque baie partage les interconnexions réseaux, les alimentations électriques, les ventilateurs de refroidissement, les connexions écran-clavier-souris,
- son encombrement, chaque baie regroupe plusieurs dizaines de serveurs dans un espace équivalant à quelques serveurs en rack, à titre de comparaison quatre-cinq serveurs en rack de 1 U équivalent à un châssis HP Moonshot sur 4,3 U pour 45 emplacements serveurs[2],
- sa consommation d'énergie, l'utilisation de processeurs moins « énergivores » permet de consommer moins d'énergie pour leur fonctionnement mais aussi de réduire le dégagement calorifique lié et donc d'économiser sur les coûts de refroidissement[3] et permet aussi d'optimiser l'usage des équipements d'alimentation électrique secourue (ASI). L’emploi d’une puce intégrée destinée à la gestion de l’alimentation de l’ensemble du SoC (System-on-Chip) optimise la consommation électrique, elle permet d’activer ou désactiver les différentes parties (cœur ARM, accès mémoires, accès I/O, …) en fonction de leurs utilisations.
- son intégration qui est plus simple que celle de serveurs en rack, il n'y a qu'un seul ensemble à mettre en en rack, les câblages réseau et électrique sont réduits en nombre...),
- sa maintenance qui est simplifiée, il est possible de brancher et de débrancher à chaud les serveurs (Hot-Plug), ses coûts d'exploitation sont moindres.

### Inconvénients
- La faible puissance des processeurs ne permet pas d'effectuer des opérations nécessitant de gros calculs.

## Composants du châssis et des serveurs
Le châssis est équipé sur son panneau frontal de diode électroluminescente (LED) de contrôle d'activité pour chaque serveur et chaque disque.
Le système d'alimentation électrique est fourni par le châssis et est partagé entre tous les serveurs. L'alimentation électrique est redondée pour une meilleure sécurité.
Le châssis est équipé d'un ou plusieurs commutateurs réseaux sur lesquels sont connectés les serveurs.
La mémoire vive n'est pas partagée. Le serveur cartouche héberge sa propre mémoire vive, il peut disposer d'emplacements supplémentaires pour son évolution.
Dans la plupart des ordinateurs, la chaleur est dissipée par des systèmes de radiateurs-ventilateurs. Ces serveurs cartouches grâce aux alimentations électriques mutualisées du châssis génèrent moins de chaleur. D'autres modèles 
Toutefois la densité du nombre de serveurs dans un espace restreint nécessite des besoins plus élevés en refroidissement que pour des serveurs en rack ; l'utilisation de processeurs à faible consommation comble par leur fonctionnement ce point.
D'autres modèles dissipant moins de calorie ne nécessite pas de système de ventilation.
Les serveurs peuvent être équipés de disque dur de type Serial ATA ou  de disque Solid-state drive.
Les serveurs peuvent être reliés à des environnements de stockage de type SAN.

## Exemples d'usage
- L'hébergement Web,
- L'hébergement de micro-serveurs,
- Le cloud computing.

## Exemples de modèles
- HP ProLiant Moonshot[5]
- Hedera Technology Kub10
- Dell Viking[6]